# Lambeth Walk (danse)
Le Lambeth Walk est une danse de salon accompagnée par une chanson qui a connu une certaine popularité à la fin des années 1930. Elle doit son nom à Lambeth Walk, une rue du quartier de Lambeth à Londres. Elle imite la démarche un peu fanfaronne des Cockneys et se pratique sur une musique comptant de 38 à 44 mesures par minute.
Peggy Vere concourt à faire connaitre la Lambeth Walk en France.